# HMS Ark Royal (91)
El HMS Ark Royal (91) va ser un portaavions de la Royal Navy, que va servir durant la Segona Guerra Mundial.
Dissenyat el 1934 d'acord amb les restriccions del Tractat Naval de Washington, l'Ark Royal va ser construït per la firma Cammell Laird and Company a Birkenhead a l'Anglaterra, i comissionat el 1938. Era un portaavions de coberta correguda, buc i coberta completament integrats, semblant al de la classe Illustrious, el fi disseny hidrodinàmic del qual el permetia atènyer els 31 nusos amb els seus 102.000 hp. Dissenyat per portar un gran nombre d'avions, tenia dos nivells d'hangars. Al servir en un moment en què el poder aeri naval quanyava preponderància, diverses tàctiques de portaavions es van desenvolupar i refinar a bord seu. No se'l va dotar mai de ràdar, però si que disposava d'un radiofar tipus 72.
L'Ark Royal participà alguns dels teatres navals més actius de la II Guerra Mundial. Participà en les primeres missions de patrulla antisubmarina de la guerra, anotant-se l'enfonsament d'un U-boot. Va participar en l'octubre de 1939 en la cacera del cuirassat de butxaca alemany Admiral Graf Spee i a la campanya de Noruega el 1940, juntament amb el HMS Glorious, on els seus grups aeris formats per s'apuntaren diversos èxits.
Al març de 1940 participà en la recerca dels creuers Scharnhorst i Gneisenau, mentre que portaven a terme l'operació Berlín, a les ordres de l'almirall Günther Lütjens; i en la que un dels avions del Ark Royal aconseguí localitzar els vaixells alemanys, però a causa d'un defecte en el sistema de ràdio no va poder donar una ràpida comunicació de la troballa, encara que això altera els plans alemanys, fent que es dirigeixin al port francès de Brest.
Al maig de 1941 participà en l'anomenada cacera del cuirassat alemany Bismarck, en la que els seus avions s'anotaren dos impactes sobre el cuirassat alemany i en la que se salvà de ser atacat pel U-556 per manca de torpedes. Va ser bombardejat sense èxit per l'aviació italiana durant la batalla del cap Spartivento. L'Ark Royal va sobreviure a diversos atacs i va adquirir una reputació de "vaixell afortunat". Els alemanys van informar en diverses ocasions que l'havien enfonsat.
El 13 de novembre de 1941 va ser atacat pel U-81, de Friedrich Guggenberger, mentre que retornava a l'illa de Malta i, després d'una lenta agonia de 12 hores en la que es feren ingents esforços per salvar-lo, el 14 de novembre de 1941 s'enfonsà davant la costa de Manilva, Málaga (Espanya). La tripulació va poder ser rescatada pels destructors HMS Ashanti y HMS Legion. Només es va perdre una vida per l'explosió del torpede que l'enfonsà.
Aquesta pèrdua va ser objecte de severes investigacions, car els inspectors volien saber com és que s'havia pogut enfonsar, donats els esforços invertits a salvar-lo i portar-lo fins a la base naval de Gibraltar. Van trobar diversos defectes de disseny que van contribuir a la pèrdua, els quals van ser rectificats en els dissenys posteriors. Les seves restes van ser descobertes per un equip de la BBC al desembre del 2002, aproximadament a 30 milles nàutiques (56 km) de Gibraltar.

## Disseny
El 1923, l'Almirallat preparà un programa de construcció per a una dècada que incloïa un portaavions i 300 avions per l'Arma Aèria de la Flota. El retrocés econòmic que seguí la I Guerra Mundial va fer que el programa es posposés. El 1930, el Director de Construccions Navals, Sir Arthur Johns, comença a adaptar els plans pel portaavions incorporant tecnologia recentment desenvolupada. El seu objectiu era incrementar la quantitat d'avions a bord retallant la distància d'aterratge i enlairament dels avions, emprant equips de detenció i catapultes de vapor comprimit respectivament, la qual cosa deixaria més espai disponible per magatzems i preparació dels avions. Amb la inclusió de dues cobertes d'hangars es permetria que l'Ark Royal portés 72 avions; encara que el desenvolupament d'avions més grossos i pesats durant la construcció del vaixell faria que només en portés entre 50 i 60. Les cobertes d'hangars van situar-se dins del buc, beneficiant-se així de la protecció de la cuirassa d'11,4 cm. Hi havia 3 ascensors per moure els avions entre els hangars i la coberta de vol.

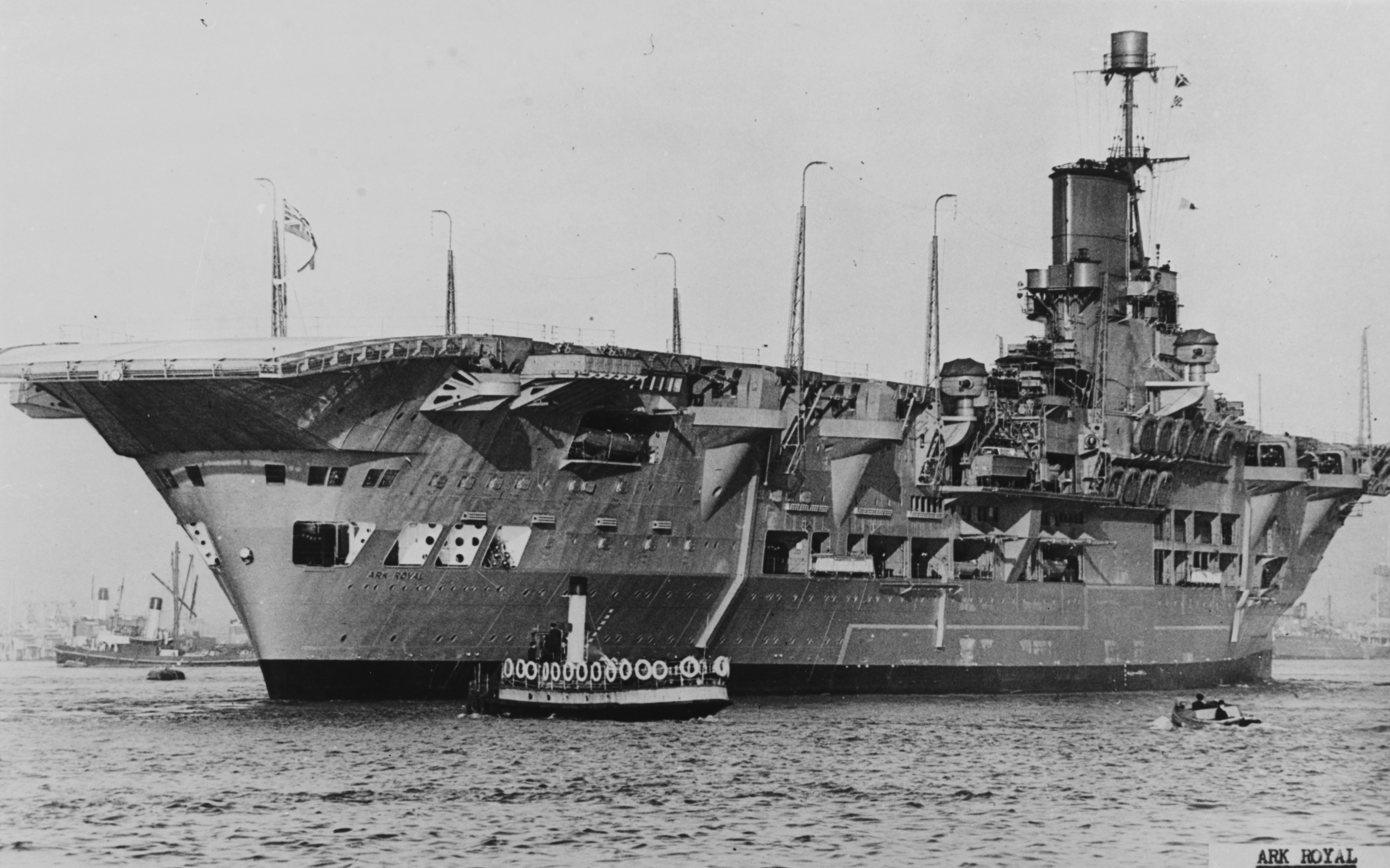
La coberta de vol del'Ark Royal sobresurt per la popa. Té una alçada inusual per damunt de la línia de flotació que es pot apreciar en comparació amb el remolcador

Una altra fita va ser la longitud i l'alçada de la coberta de vol. Amb 240m, la coberta de vol era 36m més llarga que la quilla (la longitud d'aquesta era dictada per la longitud dels dics secs de la Royal Navy a Gibraltar i Malta. Com que els hangars estaven dins del buc, la coberta de vol s'aixecava fins a 20 metres sobre l'aigua.
Els tractats navals de Washington i Londres, que restringien el tonatge dels vaixells de guerra a les Grans Potències vencien a finals de 1936. [a] Amb una cursa de potencial naval entre Gran Bretanya, Japó i Itàlia, el govern britànic sol·licità un nou tractat, que inclogués limitar el desplaçament màxim dels portaavions a 22.000 tones. L'Ark Royal hauria de complir aquests límits; i per conservar el pes, el blindatge es limità al cinturó, la sala de màquines i les santabàrbares, mentre que se soldaria en lloc de ribetejar-se el 65% del buc, estalviant així 500 tones. No es pogué instal·lar una coberta de vol cuirassada, car hagués posat l'Ark Royal per damunt dels límits proposats, alhora que en reduïa l'estabilitat i resistència.
El vaixell va ser equipat amb sis calderes, les quals donaven potència a sis turbines a vapor Parsons. Les turbines estaven connectades mitjançant tres eixos de transmissió a tres hèlix de bronze de 5 metres de diàmetre, per produir una velocitat màxima teòrica de 30 nusos (56 km/h). La velocitat era important, ja que l'Ark Royal, amb les catapultes i els equips de detenció, hauria de virar cap al vent per llançar i recuperar els avions. Per evitar posar en perill la resta de vaixells amb els constants canvis de curs associats a les operacions de vol, l'Ark Royal hauria de separar-se dels vaixells escorta, i agafar-los després. A més, com que el portaavions no era armat pel combat entre vaixells, la velocitat n'era la protecció principal contra els vaixells enemics.

## Construcció

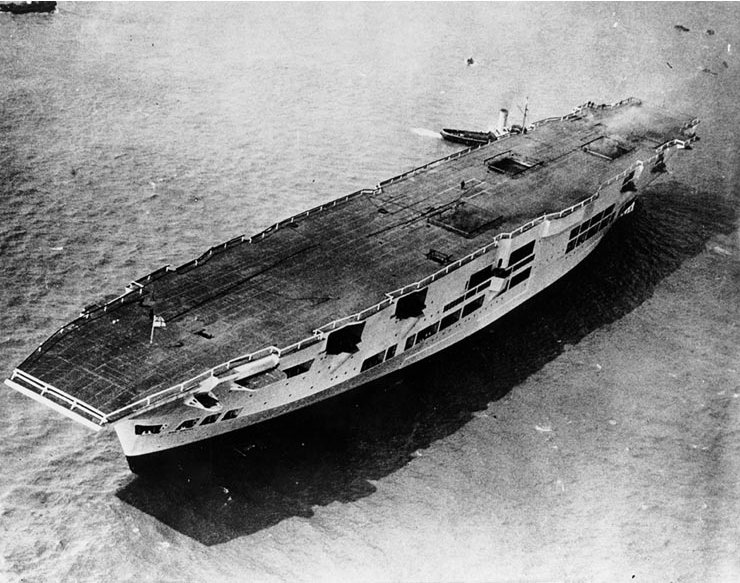
L'Ark Royal immediatament després de la botadura. Els ascensors de la coberta de vol i les posicions antiaèries sobre la coberta són visibles.

La deteriorada situació internacional el 1933, tipificada pel rearmament alemany i l'expansió d'Itàlia i Japó, convenceren el govern britànic a destinar una partida als pressupostos de 1934 per a la construcció del portaavions. Els plans van acabar al novembre de 1934 i al febrer de 1935 es lliuraren a la Cammell Laird and Company, Ltd., que calculà el cost del buc en £1.496.250 i la maquinària principal en £500.000. El cost total va superar els 3 milions de lliures, el que en fa el vaixell més car mai no encarregat per la Royal Navy. La construcció va començar al Job No. 1012, quan es va posar la quilla el 16 de setembre de 1935.
L'Ark Royal passà dos anys a les drassanes abans de ser batejat el 13 d'abril de 1937 per Lady Maud Hoare, esposa de Sir Samuel Hoare, llavors Primer Lord de l'Almirallat. L'ampolla de xampany no es trencà fins a la quarta temptativa. La nau encara passà un any posant-se a punt, abans no va ser lliurada al seu primer comandant, el capità Arthur Power, el 16 de novembre de 1938, i va ser comissionada el 16 de desembre. Tot i que d'antuvi era destinada a l'Extrem Orient, els fets a Europa durant la construcció, com ara la invasió italiana d'Abissínia el 1935 i la Guerra Civil Espanyola el 1936, van fer que l'Almirallat la destinés a la Home Fleet i a la de la Mediterrània. Després de rebre la tripulació a final de 1938, l'Ark Royal va fer les proves a alta mar per preparar-se pel servei, proves durant les quals es demostrà capaç de navegar per damunt de la seva velocitat teòrica, i va arribar als 31 nusos.

## Armament i avions
L'armament de l'Ark Royal va ser dissenyat amb vistes a la guerra antiaèria, car com que s'esperava que els avions serien l'amenaça principal; els vaixells i els submarins podrien ser superats o combatuts pels escoltes. El seu armament principal eren 16 canons antiaeris de tir ràpid de 4,5 polzades en 8 torretes dobles, quatre a cada costat de la torreta, controlades per quatre directors que disposaven d'un Sistema de Control d'Angle Alt. El disseny original situava les torretes a la part inferior del buc, però el disseny s'alterà posteriorment per situar-les just a sota de la coberta de vol, la qual cosa incrementava el camp de foc de cadascuna de les torretes. Quatre canons de 2 lliures (1,5 polzades) van situar-se a la coberta de vol, davant i darrere de la superestructura, mentre que 4 metralladores 0,5 calibre 12,7mm van instal·lar-se en petites plataformes projectades al davant i al darrere de la coberta de vol.
Durant la seva carrera, setze esquadrons del Braç Aeri de la Flota van ser destinats a bord de l'Ark Royal, a una mitjana de cinc esquadrons cada vegada. En entrar en servei, la majoria dels esquadrons de l'Ark Royal estaven equipats amb Blackburn Skuas, emprant-los com a caces o bombarders en picat; o bé amb Fairey Swordfishes, per tasques de reconeixement o bombardeig amb torpedes. Des d'abril de 1940, els esquadrons equipats amb Skuas van ser millorats al rebre Fairey Fulmars; i com els seus predecessors, van emprar-se com a caces i bombarders. A vegades, el portaavions operà amb caces bombarders Blackburn Roc (entre abril de 1939 i octubre de 1940) i torpediners Fairey Albacore (durant octubre de 1941). Al juny de 1940, l'Ark Royal va rebre el 701 Esquadró Aeri Naval, un esquadró d'entrenament que operava amb amfibis de reconeixement.
| Esquadró | Avions ampb que operava                      | Embarcà (de - a)                                              | Notes                                                                                    |
| -------- | -------------------------------------------- | ------------------------------------------------------------- | ---------------------------------------------------------------------------------------- |
| 800      | Blackburn Skua Mk. II                        | Gener de 1939 - Abril de 1941                                 | Transferit al HMS Victorious                                                             |
| 810      | Fairey Swordfish Mk. I                       | Gener de 1939 - Març de 1941 Maig de 1941 - Setembre de 1941  | A bord del HMS Illustrious entre Març i Maig de 1941                                     |
| 820      | Fairey Swordfish Mk. I                       | Gener de 1939 - Juny de 1941                                  | -                                                                                        |
| 821      | Fairey Swordfish Mk. I                       | Gener de 1939 - Abril de 1940                                 | Retirat del servei operatiu a causa de les baixes contra el Scharnhorst                  |
| 803      | Blackburn Skua Mk. II Blackburn Roc Mk. I    | Abril de 1939 - Octubre de 1940                               | -                                                                                        |
| 818      | Fairey Swordfish Mk. I                       | Agost de 1939 - Octubre de 1939 Juny de 1940 - Juliol de 1940 | Operà des del HMS Furious i des de bases terrestres entre Octubre de 1939 i Juny de 1940 |
| 801      | Blackburn Skua Mk. II                        | Abril de 1940 - Maig de 1940                                  | Transferit al HMS Furious                                                                |
| 807      | Fairey Fulmar Mk. II                         | Abril de 1940 - Novembre de 1941                              | Embarcat quan s'enfonsà                                                                  |
| 701      | Supermarine Walrus Mk. I                     | Juny de 1940                                                  | Esquadró d'entrenament                                                                   |
| 808      | Fairey Fulmar Mk. II                         | Setembre de 1940 - Novembre de 1941                           | Embarcat quan s'enfonsà                                                                  |
| 821X     | Fairey Swordfish Mk. I                       | December 1940 - Gener de 1941                                 | Caces reunites dels supervivents del 821 Esquadró, després absorbits al 815 Esquadró     |
| 800Y     | Fairey Fulmar Mk. I                          | Juny de 1941                                                  | Caces del 800 Esquadró                                                                   |
| 825      | Fairey Swordfish Mk. I                       | Juny de 1941 - Novembre de 1941                               | Embarcat quan s'enfonsà                                                                  |
| 816      | Fairey Swordfish Mk. I                       | Juliol de 1941 - Novembre de 1941                             | Embarcat quan s'enfonsà                                                                  |
| 812      | Fairey Swordfish Mk. I                       | Setembre de 1941 - Novembre de 1941                           | Embarcat quan s'enfonsà                                                                  |
| 828      | Fairey Swordfish Mk. I Fairey Albacore Mk. I | Octubre de 1941                                               | Desplegat a Malta                                                                        |

## Historial de servei

### Amb els grups de contra-caçadors

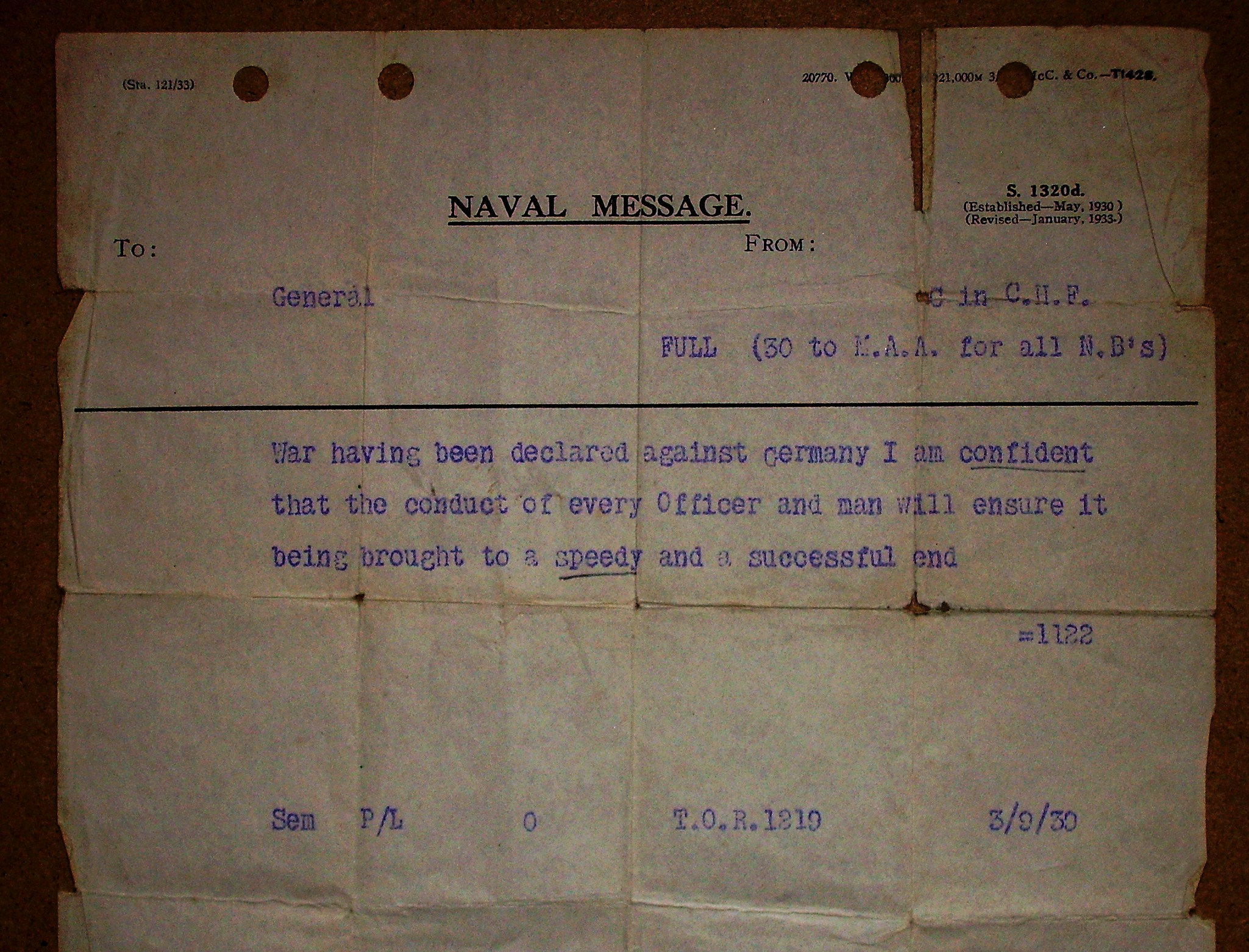
Missatge enviat al vaixell informant-lo de l'inici de les hostilitats el 3 de setembre de 1939

L'esclat de la Segona Guerra Mundial el 3 de setembre havia estat previst per la flota d'U-boats alemanys prenent posicions a la costa britànica, per tal de poder interceptar la navegació britànica. Hores després de l'inici de la guerra, el vaixell de passatgers SS Athenia va ser torpedinat per l'U-30, sent les primeres 65.000 tones de navegació enfonsades pels submarins alemanys durant la primera setmana de la guerra. L'Ark Royal va ser destinat amb la Home Fleet a la costa nord-oest, com a part dels grups contra-caçadors, consistent en una flotilla de destructors i d'altres vaixells anti-submarins agrupats al voltant d'un portaavions, el HMS Courageous, el HMS Hermes o l'Ark Royal. Els seus avions podien incrementar la zona de vigilància contra els U-boats, però convertia els portaavions en preses molt temptadores.
El 14 de setembre, l'Ark Royal rebé un missatge del SS Fanad Head, que es trobava a 200 milles nàutiques (370 km) sent perseguit per l'U-30. L'Ark Royal llançà els seus avions per ajudar al mercant, però va ser albirat per l'U-39, que li llançà dos torpedes. Els vigies van veure les esteles dels torpedes i l'Ark Royal virà cap a l'atacant, reduint la secció transversal i fent que es perdessin els torpedes, explotant a popa sense causar danys. Tres destructors classe F que escortaven el portaavions llançaren càrregues de profunditat contra l'U-39, obligant-lo a emergir. La tripulació alemanya abandonà la nau abans que l'U-39 s'enfonsés, sent el primer U-boat perdut durant la guerra. Els avions de l'Ark Royal arribaren on es trobava el Fanad Head, que estava en mans d'un escamot d'abordatge alemany. Els Skuas atacaren sense èxit l'U-30: dos van quedar destruïts per l'ona expansiva de les seves pròpies bombes. El submarí aconseguí escapar després de rescatar l'escamot d'abordatge i els pilots dels avions caiguts (ambdós observadors van morir) i torpedinar el Fanad Head.
L'Ark Royal tornà a la base a Loch Ewe, on va ser rebut per Winston Churchill. L'enfonsament de l'U-39 havia fet pujar la moral; però l'atac fracassat contra l'U-39 i l'èxit assolit contra el HMS Courageous el 17 de setembre van convèncer l'Almirallat que era massa perillós arriscar portaavions així, i els grups contra-caçadors al voltant d'un portaavions van ser abandonats.

### De nou gairebé enfonsat
El 25 de setembre de 1939, l'Ark Royal ajudà a rescatar al submarí HMS Spearfish, el qual havia resultat danyat per naus alemanyes a Horn Reefs, al Kattegat. Mentre que tornava a port amb el Spearfish i els cuirassats HMS Nelson i HMS Rodney el 26 de setembre, els vaixells van ser localitzats per 3 hidroavions Dornier de la Luftwaffe. L'Ark Royal llançà 3 Blackburn Skuas per dispersar-los, i va abatre un Dornier, el que va ser la primera victòria aèria britànica de la guerra.
El comandant aeri a bord de l'Ark Royal, temerós que els Dorniers supervivents poguessin informar de la localització dels vaixells britànics, ordenà que s'asseguressin els avions i que l'armament antiaeri estigués a punt. Quatre bombarders Ju 88 van aparèixer poc després: tres van ser rebutjats pel foc antiaeri, però el quart va poder llançar una bomba de 1.000 kg sobre el portaavions. L'Ark Royal va virar a estribord, aconseguint evitar la bomba, que va caure a 30 metres a estribord i aixecà l'aigua sobre el vaixell. Els pilots alemanys no van poder veure si el vaixell havia estat tocat, i un caça de reconeixement va localitzar posteriorment els dos cuirassats, però no l'Ark Royal. Basant-se en aquesta informació, els alemanys van informar incorrectament que l'Ark Royal havia estat enfonsat. Per provar que la propaganda alemanya era falsa abans que no tingués un efecte negatiu sobre els aliats britànics, Winston Churchill informà personalment al President dels Estats Units Franklin Roosevelt que el portaavions estava intacte i convidà l'agregat naval americà a visitar-lo a port. L'agregat naval britànic a Roma va rebre instruccions perquè assegurés al primer ministre italià, Benito Mussolini, que el vaixell seguia estant en servei.

### Persecució delGraf Spee
A l'octubre de 1939, l'Ark Royal va ser destinat a Freetown per operar davant la costa africana per caçar el corsari Graf Spee. El portaavions va ser assignat a la Força K, salpant amb el creuer de batalla HMS Renown cap a l'Atlàntic Sud. El 9 d'octubre, avions de l'Ark Royal van veure el petroler alemany Altmark, que subministrava al Graf Spee. El petroler anava camuflat com el vaixell americà Delmar, enganyant als britànics que el van deixar passar. El 5 de novembre, l'Ark Royal capturà el mercant alemany SS Uhenfels, que intentava arribar fins a Alemanya. El vaixell passaria a entrar al servei britànic com a vaixell de càrrega, sent batejat com a Empire Ability. Diversos vaixells neutrals van ser descoberts pels avions, provocant en dues ocasions que les tripulacions creguessin que es trobaven sota atac i abandonessin el vaixell. Una nota explicant la situació va ser llançada a la tripulació d'un vaixell noruec, fent que aquests reembarquessin; però quan es tornà a fer amb una tripulació belga, fallaren quan la nota va caure a la xemeneia del vaixell.
En aquells moments, el Graf Spee es trobava al port de Montevideo per reparar els danys rebuts durant la batalla del Riu de la Plata. Diversos creuers britànics seguiren el corsari, patrullant l'entrada del port mentre que informaven de la posició del Graf Spee a la flota. L'Ark Royal i el Renown van ser enviats a unir-se als vaixells que esperaven a la sortida del port, però com que estaven a 36 hores de navegació, l'adjunt naval britànic va anar amb un pla per fer creure als alemanys que dos grans vaixells britànics havien arribat. S'envià a Buenos Aires, a 230 km a l'oest de Montevideo, una comanda de combustible per l'Ark Royal. Això va ser filtrat a la premsa, la qual ho va fer arribar a l'ambaixada alemanya a Montevideo, i aquests al capità del Graf Spee, Kapitän zur See Hans Langsdorff. Això contribuí a la decisió de Langsdorff a enfonsar el seu propi vaixell.

### Retorn a la flota
Amb el Graf Spee enfonsat, l'Ark Royal seguí a l'Atlàntic un breu temps abans d'escortar el malmès HMS Exeter de tornada a les drassanes de Devonport, on van arribar al febrer. Després, l'Ark Royal es dirigí a Portsmouth per carregar personal i subministraments, abans de salpar cap a Scapa Flow. En arribar, transferí els Blackburn Skuas a l'estació naval aèria Hatston per reforçar les defenses de la base. Llavors, l'Ark Royal va ser destinat a la Flota de la Mediterrània per fer exercicis, abandonant Scapa Flow el 31 de març de 1940 i dirigint-se cap a Alexandria amb el portaavions HMS Glorious. Tots dos portaavions arribaren a la Mediterrània oriental el 8 d'abril, però les maniobres s'anul·laren l'endemà. Tots dos vaixells van salpar cap a Gibraltar per esperar ordres.
El 7 d'abril, les tropes alemanyes havien envaït Noruega com a part de l'operació Weserübung, assegurant seccions de la costa. Les temptatives de la Royal Navy per operar allà per ajudar les tropes britàniques van ser infructuoses; els atacs aeris van afeblir la flota, enfonsant el HMS Gurkha i gairebé enfonsant el HMS Suffolk. Adonant-se que els vaixells britànics necessitaven cobertura aèria, però conscients que la costa noruega estava fora del radi d'acció dels avions estacionats al Regne Unit, l'Almirallat crida l'Ark Royal i el Glorious de la Mediterrània el 16 d'abril.

### La campanya de Noruega
L'Ark Royal i el Glorous van arribar a Scapa Flow el 23 d'abril de 1940, sent destinats immediatament a l'operació DX. Navegant cap a Noruega amb els creuers Curlew i Berwick i protegits pels destructors Hyperion, Hereward, Hasty, Fearless, Fury i Juno, era la primera vegada en què la Royal Navy desplegava portaavions amb l'objectiu primari de donar protecció aèria a altres vaixells de guerra. La flota prengué posició el 25 d'agost; l'Ark Royal se situà a 120 milles de la costa per tal de reduir la possibilitat de rebre atacs aeris. Els avions dels portaavions van dur a terme patrulles antisubmarins, donaren suport de caces als altres vaixells, i atacaren vaixells alemanys i objectius a la costa. L'Ark Royal tornà a Scapa Flow el 27 d'abril per carregar combustible i substituir els avions perduts i danyats, abans de tornar al combat aquell mateix dia escortat pel cuirassat HMS Valiant. L'Ark Royal va patir l'atac d'avions Junkers Ju 88 i Heinkel He 111 operant des de Noruega, però no va ser danyat i tornà a la posició el 29 d'abril.

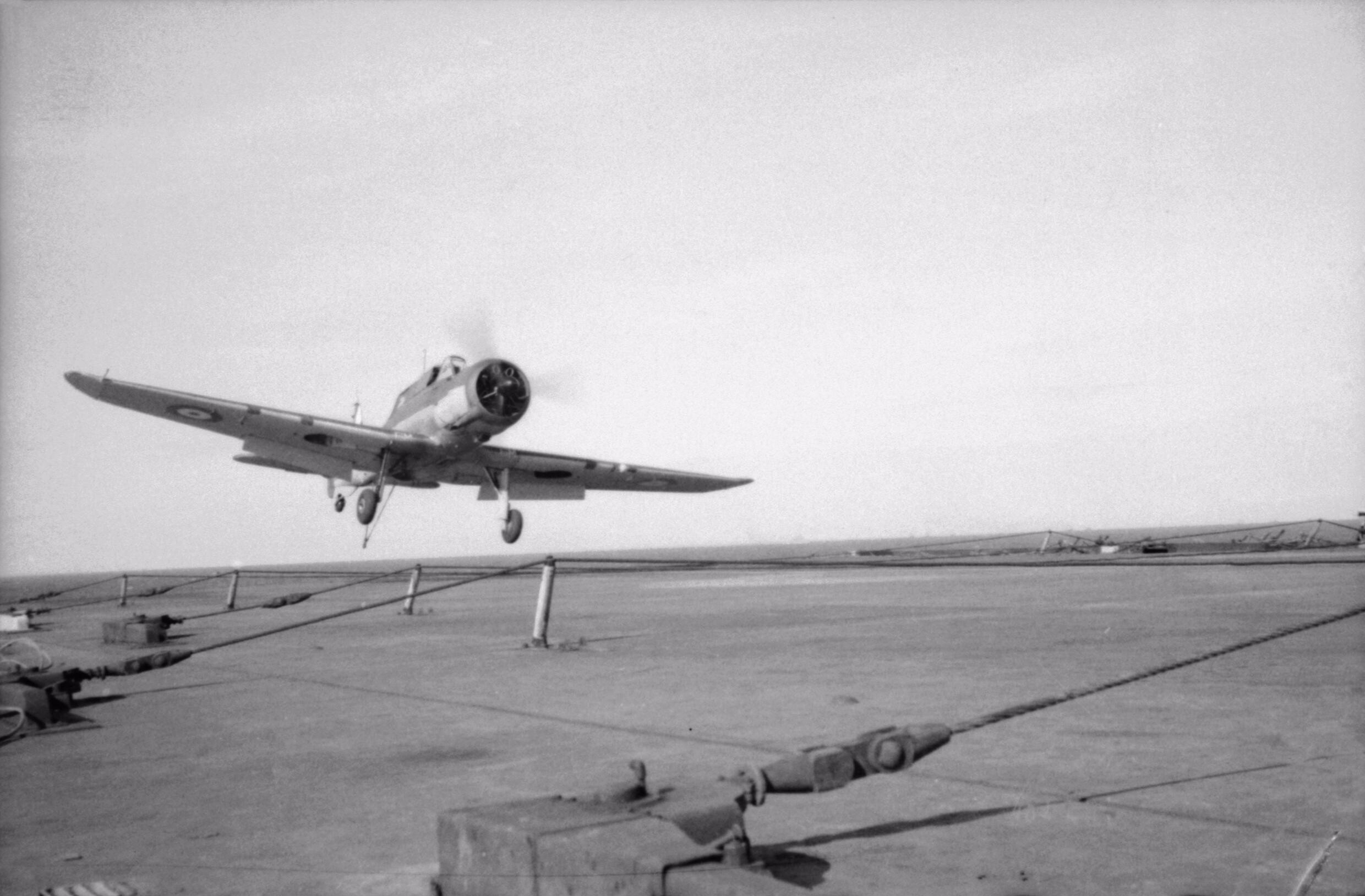
Un Blackburn Skua aterrant a l'Ark Royal. Els Skuas eren el recurs principal del Braç Aeri de la Flota durant l'inici de la Segona Guerra Mundial. També és visible el cable de frenada estès sobre la coberta de vol.

En aquells moments, l'alt comandament britànic s'adonà que no podria mantenir als alemanys al sud de Noruega. Així doncs s'inicià l'evacuació de tropes aliades de Molde i Åndalsnes, amb l'Ark Royal proveint cobertura aèria des del 30 d'abril. L'1 de maig els alemanys intentaren enfonsar-lo, llançant durant tot el dia nombrosos atacs aeris. Els caces a bord de l'Ark Royal i una estesa cortina de foc antiaeri van fer allunyar els atacants, tot i que aconseguien llançar algunes bombes sobre el portaavions, sense que cap fes impacte. L'evacuació es completà el 3 de maig, i l'Ark Royal tornà a Scapa Flow per carregar combustible i rearmar-se abans de tornar a Noruega. mentre que estava a port, el capità Arthur Powers abandonà el vaixell en ser promocionat per l'Almirallat, sent substituït pel capità Cedric Holland. En retornar a Noruega, l'Ark Royal va portar a terme operacions de cobertura aèria als voltants de Narvik, incloent l'embarcament de tropes franceses el 13 de maig. El 18 de maig se li uniren els portaavions Glorious i Furious.
Malgrat aquests esforços, a finals de maig era clar que les forces franceses estaven prop del col·lapse i que Noruega era un escenari secundari davant l'avanç alemany cap al Canal de la Mànega. L'operació Alfabet es preparà per traslladar les tropes aliades des de Narvik a Gran Bretanya. L'Ark Royal i el Glorious, escortats pels destructors Highlander, Diana, Acasta, Ardent i Acheron, salparen de Scapa Flow l'1 de juny per cobrir l'evacuació, que començà l'endemà. L'Ark Royal acomplí patrulles aèries i missions de bombardeig entre el 3 i el 6 de juny, abans de dirigir-se a Narvik el 7. el desastre arribà l'endemà, quan el Glorious, escortat per l'Acasta i l'Ardent, van ser destacats per tornar al Regne Unit. Totes tres naus van ser atacades i enfonsades pels creuers alemanys Scharnhorst i Gneisenau. Els avions de l'Ark Royal no aconseguiren localitzar els vaixells alemanys, que aconseguiren tornar a Trondheim.
El darrer comboi d'evacuació abandonà Narvik el 9 de juny. Abans que els vaixells britànics poguessin retirar-se, un atac sobre Trondheim localitzà el Scharnhorst. Els Skuas de l'Ark Royal llançaren un atac la mitjanit del 13 de juny; però l'atac va ser un desastre: els destructors d'escorta Antelope i Electra toparen mentre que l'Ark Royal atacava enmig de la boira, havent de tornar a Anglaterra per reparacions; 8 dels 15 Skuas van ser abatuts, mentre que el Scharnhorst fugí sense danys. L'Ark Royal tornà a Scapa Flow l'endemà, sent destinat a la Flota de la Mediterrània.

### Desplegament a la Mediterrània
L'Ark Royal abandonà Scapa Flow juntament amb el HMS Hood i 3 destructors, arribant a Gibraltar el 23 de juny de 1940. Allà s'uní a la Força H de l'almirall Sir James Somerville. Després de la capitulació de França hi havia una gran preocupació sobre si la flota francesa a Mers-el-Kébir podia caure en mans alemanyes i modificar l'equilibri de poder a la Mediterrània, afectant tota la guerra. El capità de l'Ark Royal, Cedric Holland, havia estat l'agregat naval britànic a París, i va ser enviat per negociar la rendició o l'enfonsament de la flota francesa. La Força H va ser desplegada a la sortida del port, i quan els almiralls francesos rebutjaren els termes oferts, obrí foc contra els vaixells francesos. Durant l'atac a Mers el-Kebir, els avions de l'Ark Royal emprengueren missions d'observació pels vaixells britànics. El cuirassat francès Strasbourg escapà malgrat els atacs dels Swordfish de l'Ark Royal. Dos dies després de l'atac, els avions de l'Ark Royal incapacitaren el cuirassat Dunkerque, que havia estat varat durant l'atac inicial.

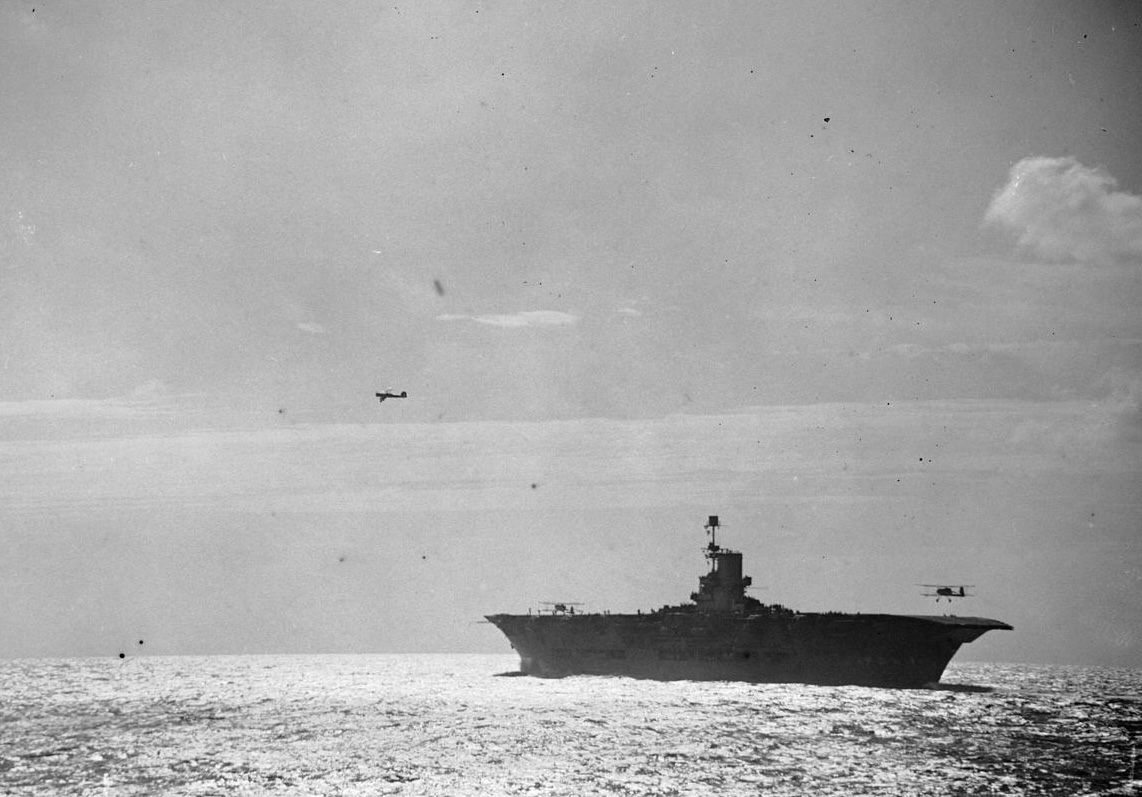
Un Fairey Swordfish aterra a la coberta de vol de l'Ark Royal, mentre que un Blackburn Skua el sobrevola. La fotografia està presa des del després dels atacs contra la flota italiana a Sardenya.

Després d'haver reduït la possibilitat d'un desafiament francès a la Mediterrània, la Força H es preparà per atacar objectius italians, salpant de Gibraltar el 8 de juliol. Van ser atacats per bombarders italians només 8 hores després de salpar, i tot i que no van patir danys, Somerville cancel·là els atacs i ordenà que la flota tornés a Gibraltar. Durant el mes de juliol, la colònia britànica de Malta va ser atacada per l'aviació italiana, ordenant-se a la Força H que portés per reforçar les defenses aèries de l'illa. La Força H va ser desplegada entre el 31 de juliol i el 4 d'agost, amb el HMS Argus destinat a portar els avions, mentre que l'Ark Royal proveïa de protecció aèria a la flota. El 2 d'agost, els avions de l'Ark Royal llançaren un atac aeri d'èxit contra la base aèria italiana de Cagliari.
La Força H restà a Gibraltar fins al 30 de setembre, quan escortà reforços per a la flota de l'almirall Cunningham a Alexandria. Mentre que estaven en ruta, planejaren diversos atacs de diversió sobre les bases aèries italianes a Elmas i Cagliari per allunyar l'atenció d'un comboi de subministraments que es dirigia a Malta. Els atacs es dugueren a terme amb èxit l'1 d'octubre i la flota arribà a Alexandria sense cap atenció significativa per part dels italians. Des d'Alexandria, l'Ark Royal va ser destacat i enviat a l'Àfrica Occidental en suport dels intents britànics per aconseguir que les colònies de la França de Vichy canviessin la seva lleialtat per la França Lliure. Durant les negociacions diversos avions de la França Lliure volaren des de l'Ark Royal, però les seves tripulacions van ser detingudes a Dakar. Les negociacions fracassaren, i els bombarders de l'Ark Royal van atacar les instal·lacions militars durant el fracassat intent britànic de prendre Dakar a la força. Després d'això, l'Ark Royal tornà al Regne Unit per reavituallar-se, ancorant a Liverpool el 8 d'octubre després de ser escortat pel HMS Fortune, el HMS Forester i el HMS Greyhound. Durant l'estada a port, que s'estengué fins al 3 de novembre, es reparà la maquinària i es procedí a la instal·lació d'una nova barrera a la coberta de vol.

Bombes caient al costat de l'Ark Royal durant un atac aeri italià durant la batalla del cap Spartivento. La fotografia va ser presa des del creuer HMS Sheffield.

Després de la posada a punt, l'Ark Royal, acompanyat de l'HMS Barham, l'HMS Berwick i l'HMS Glasgow, salpà cap a Gibraltar, on arribà el 6 de novembre. Allà van ser desplegats amb la resta de la Força H per escortar el combois que es dirigien des de Gibraltar a Alexandria i Malta, emprenent diversos viatges abans de ser assignat el 25 de novembre a l'operació Collar, un dels 35 combois en suport de Malta desplegats entre 1940 i 1942. Una flota italiana, encapçalada pels cuirassats Giulio Cesare i Vittorio Veneto va ser enviada per interceptar el comboi. La flota italiana va ser descoberta per un avió de reconeixement de l'Ark Royal, fent que aquest llancés els bombarders Swordfish mentre que els vaixells principals viraven per trobar-se amb els italians. Durant el combat davant del cap Spartivento, el destructor italià Lanciere resultà danyat, tot i que no és clar si va ser a causa dels torpedes dels bombarders o del foc naval britànic. Els britànics van confondre el Lanciere per un creuer, mentre que els comandants italians rebien informes incorrectes segons els quals el creuer Bolzano havia resultat tocat. Els atacs britànics no aconseguiren danyar cap altre vaixell italià o enfonsar el destructor danyat, i un atac final de l'aviació italiana tingué com a objectiu l'Ark Royal, el qual patí diversos bombardeigs, però sense rebre cap impacte. La batalla no va tenir un resultat clar, encara que el comboi britànic arribà al seu destí sense mal.
El 14 de desembre de 1940, l'Ark Royal i la Força H van salpar de Gibraltar cap a l'Atlàntic, en direcció a les Açores, per atacar els vaixells corsaris. L'Ark Royal tornà a la Mediterrània el 20 de desembre, i escortà el HMS Malaya i diversos mercants de Malta fins al 27 de desembre. La Força H llavors formà part de l'operació Excés, un pla per moure els combois per la Mediterrània en suport de la Força del Desert Occidental, que estava intentant expulsar les forces terrestres italianes d'Egipte cap a Líbia. Durant el mes següent, el control britànic del teatre de la Mediterrània va ser afeblit, principalment per l'arribada de la Luftwaffe i perquè gairebé perden el portaavions HMS Illustrious. La Flota de la Mediterrània estava molt pressionada per l'Eix a la Mediterrània Oriental, mentre que el port clau de Gibraltar es podria perdre si els espanyols preferien aliar-se amb els alemanys en lloc de continuar fora de la guerra. Per rellevar la Flota de la Mediterrània, alhora de per fer una demostració de força als espanyols, l'Almirallat i l'almirall Cunningham planejaren fer servir els bombarders Swordfish de l'Ark Royal contra objectius italians, amb el suport del bombardeig de grans unitats de la flota. El primer bombardeig, el 2 de gener contra el dic Tirso a Sardenya no va tenir èxit, però els Swordfish de l'Ark Royal van tenir més èxit el 6 de gener, quan bombardejaren la ciutat portuària de Gènova. Els avions van rebre el suport de l'HMS Renown i de l'HMS Malaya mentre que bombardejaven el port. El 9 de gener, l'Ark Royal llançà els seus avions per bombardejar la refineria petrolera de La Spezia i per minar el port. Ambdues operacions se saldaren amb èxit.

### A la recerca delScharnhorsti delGneisenau
A inicis de febrer de 1941 els creuers de batalla alemanys Scharnhorst i Gneisenau s'endinsaren a l'Atlàntic per ordre de l'almirall Erich Raeder. Tenia com a missió d' interrompre la navegació aliada i desviar els vaixells principals d'altres zones. El 8 de març, la Força H i van l'Ark Royal ser destinats cap a les illes Canàries a la recerca dels creuers, així com per protegir els combois que venien des dels Estats Units. L'Ark Royal usà els seus avions per buscar vaixells capturats dirigits cap a Alemanya. El 19 de març es van localitzar 3 vaixells: dos es van enfonsar a si mateixos, mentre que el tercer, el SS Polykarp, va ser capturat.
El vespre del 21 de març de 1941 un Fairey Fulmar de l'Ark Royal descobrí el Scharnhorst i el Gneisenau al mar. A causa d'una fallada a la ràdio, la tripulació va haver de tornar a l'Ark Royal per informar, estona que els alemanys aprofitaren per fugir amagats en la boira. L'endemà, l'Ark Royal llançà noves patrulles aèries esperant tornar a trobar les naus alemanyes. Durant el dia, una avaria a una catapulta destruí un, llançant-lo sobre el mar davant del portaavions. Incapaç d'aturar-se, l'Ark Royal passà pel damunt del Swordfish i resultà malmès quan explotaren les càrregues de profunditat de l'avió. El Scharnhorst i el Gneisenau arribaren a Brest sense ser hostigats pels britànics, mentre que l'Ark Royal va haver de tornar a Gibraltar per sotmetre's a reparacions, arribant el 24 de març.

### Combois de Malta i operacióTigre

Una intensa barrera antiaèria és visible durant un atac de torpediners italians sobre la Força H. L'Ark Royal està a l'esquerra, amb un avió italià al damunt, i el HMS Renown a la dreta.

L'Ark Royal passà l'abril alternant entre la protecció de combois i el lliurament d'avions a Malta i sortides a l'Atlàntic a la recerca de corsaris. Al maig de 1941, l'Afrika Korps del general Rommel avançava pel nord d'Àfrica cap al canal de Suez, fent recular la Força del Desert Occidental. Amb les forces britàniques prop del col·lapse i amb posicions estratègiques amenaçades, l'Alt Comandament britànic s'arriscà a enviar un comboi amb reforços a través de la Mediterrània cap a Alexandria. El comboi consistia en 5 grans vaixells de transport, escortats per l'Ark Royal, els cuirassats HMS Renown i HMS Queen Elizabeth, els creuers HMS Sheffield, HMS Naiad, HMS Fiji i HMS Gloucester, i destructors de la 5a Flotilla de Destructors. Abans de salpar, el capità Holland va ser rellevat perquè es recuperés de l'estres i de la mala salut, sent substituït pel capità Loben Maund. El comboi va abandonar Gibraltar el 6 de maig, sent descobert per avions italians. El comboi, limitat a moure's a només 14 nusos (26 km/h), i escortat per tants vaixells capitals, era un objectiu temptador i els avions italians i alemanys van ser mobilitzats.
El comboi va ser atacat per aire el 8 de maig, primer per la Regia Aeronautica i després per la Luftwaffe. Durant el dia, 12 Fairey Fulmars van enlairar-se per fer front a 15 atacants, amb l'ajut per localitzar objectius donada pel radar de l'HMS Sheffield i el foc antiaeri dels escortes. Durant les onades inicials es perdé un Fulmar, morint el Tinent de Vol Rupert Tillard i el Tinent Mark Somerville (nebot de l'almirall Somerville), i un altre va ser destruït, però la tripulació va poder ser rescatada, i diversos més van resultar danyats. Conseqüentment, només quedaven 7 disponibles per fer front a la força principal de la Luftwaffe, formada per 34 avions, mentre que un atac just abans de fer-se fosc va ser rebutjat per dos avions i el foc dels vaixells. El comboi va aconseguir sortir-se'n sense grans danys: les úniques baixes van ser a causa de les mines, amb el Empire Song enfonsat i el New Zealand Star danyat però capaç d'arribar a port.
L'Ark Royal patí un nou atac aeri el 12 de maig, mentre que tornava a Gibraltar. Aquell mateix mes, juntament amb el HMS Furious, portà Hawker Hurricanes a Malta.

### Caça del Bismarck
El 18 de maig de 1941 el cuirassat Bismarc i el creuer Prinz Eugen iniciaren l'operació Rheinübung, endinsant-se a l'Atlàntic per atacar la navegació. Després d'enfonsar el HMS Hood i de danyar el HMS Prince of Wales durant la batalla de l'Estret de Dinamarca, el Bismarck burlà els seus perseguidors i es dirigí cap a la costa francesa.
L'Ark Royal, el Renown i el Sheffield, acompanyats pel HMS Faulknor, el HMS Foresight, el HMS Forester, el HMS Fortune, el HMS Foxhound i el HMS Fury, van salpar el 23 de maig cap a l'Atlàntic a la cacera del cuirassat. El 26 de maig, un Fairey Swordfish de l'Ark Royal localitzà el Bismarck i començà a perseguir-lo, mentre que la Home Fleet es mobilitzava per unir-se a la persecució.

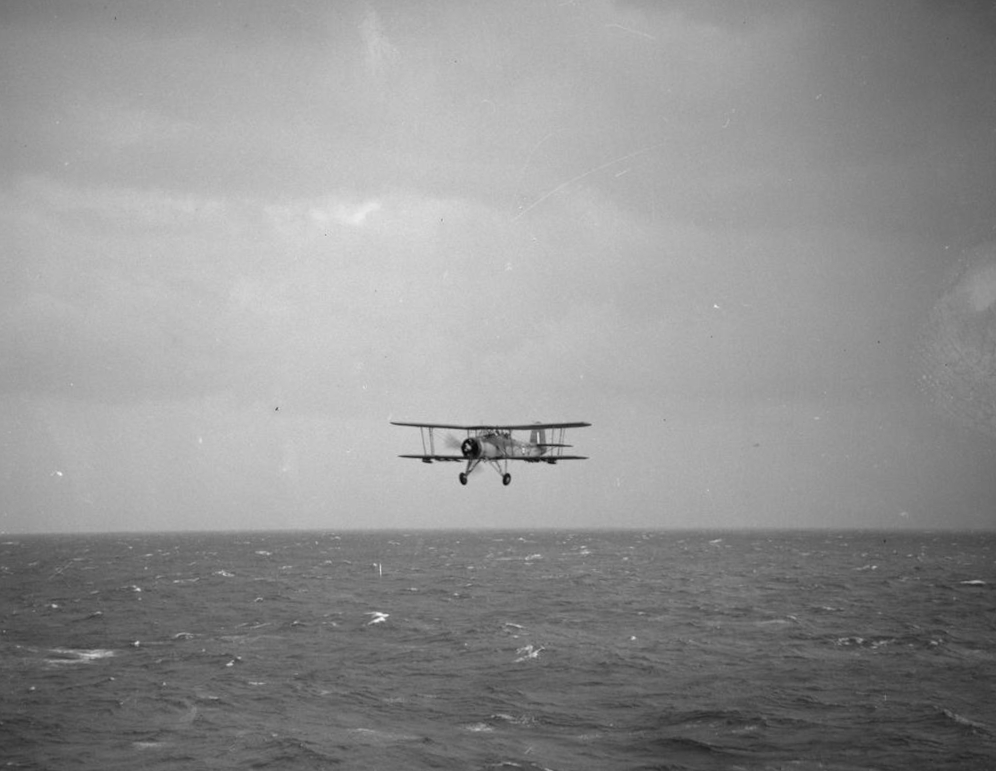
Un Fairwy Swordfish de l'Ark Royal torna a baix nivell sobre el mar després de torpedinar el Bismarck

En el moment de la detecció, els vaixells britànics estaven a 130 milles nàutiques de distància i no podrien caçar el Bismarck abans que el cuirassat arribés a Saint-Nazaire (Loira Atlàntic). Quinze bombarders Swordfish van ser armats amb torpedes i enviats a aturar el vaixell. L'HMS Sheffield també perseguia el Bismarck, situat entre l'Ark Royal i el cuirassat alemany. Els avions identificaren erròniament el creuer britànic amb el seu objectiu i el torpedinaren. Els torpedes anaven dotats de detonadors magnètics que van fer que la majoria explotessin amb l'aigua, mentre que el Sheffield aconseguí esquivar la resta.
Després d'adonar-se'n de l'error, un dels pilots senyalà "perdó pel salmó" (Sorry for the kipper) al Sheffield.
En tornar al portaavions, els Swordfishes van ser rearmats amb torpedes amb detonador de contacte, i a les 19:15 tornaren a ser llançats per a un segon atac, localitzant i atacant el Bismarck just abans de la posta del sol. Tres torpedes van impactar al cuirassat: dos impactaren a la sala de màquines, mentre que el tercer impactà l'aparell de govern, bloquejant-lo a 15°.
El Bismarck començà a navegaren cercles fins que van poder estabilitzar el timó, però en aquells moments va prendre curs nord-oest, dirigint-se directament cap a la flota britànica i sense pràcticament cap capacitat de maniobra. El cuirassat alemany patí un dur atac durant la nit del 26-27 de maig, enfonsant-se a les 10:39 del 27 de maig.

### Escorta de combois a Malta

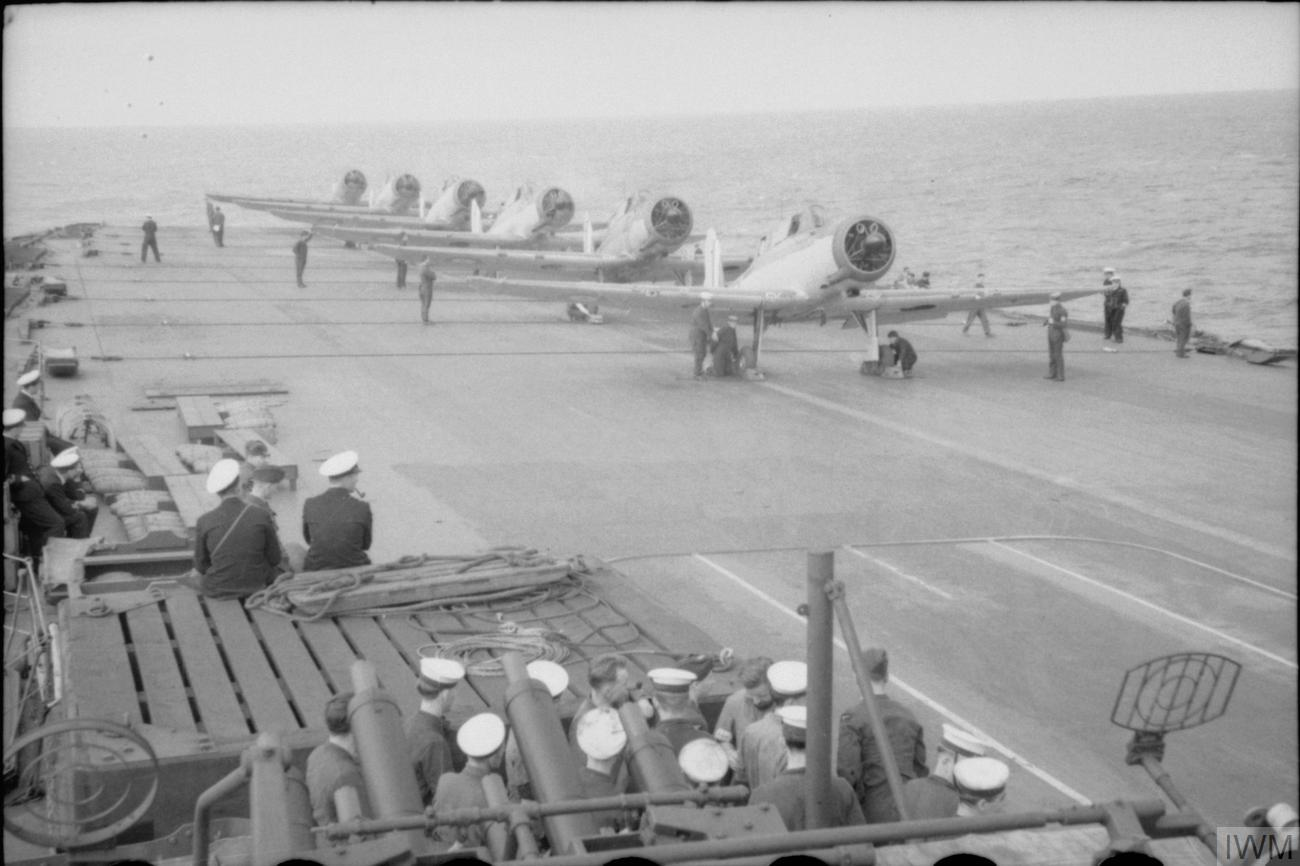
Sis Blackburn Skuas del 800 Esquadró Aeri Naval alineats a coberta abans d'enlairar-se

L'Ark Royal i els vaixells de la Força H tornaren a Gibraltar el 29 de maig de 1941. Malgrat la pujada de moral provocada per l'enfonsament del Bismarck, la guerra a la Mediterrània anava contra els Aliats. Grècia i Creta havien caigut en mans de l'Eix, i l'Afrika Korps es preparava per llançar una ofensiva cap a Egipte. Malta seguia sent un punt fort important a la Mediterrània, però cada cop suportava més atacs aeris italians i alemanys, i des de la caiguda de Creta no podia rebre subministraments des de l'est.
L'Ark Royal va ser posat de nou en servei, portant avions a Malta en diversos viatges durant juny i juliol, i escortant els combois de l'operació Substància al juliol i de l'operació Alabarda al setembre. Malgrat algunes pèrdues, la missió dels combois van tenir èxit i Creta va poder mantenir la lluita. La contínua presència aliada a Malta era un problema considerable per a Rommel a l'Àfrica, que perdia prop d'un terç dels subministraments que li arribaven des d'Itàlia a causa dels submarins i els bombarders maltesos. Per tant, Adolf Hitler envià una flotilla d'U-boats a la Mediterrània per atacar la navegació aliada, malgrat el consell de l'almirall Raeder que no ho fes.

### Viatge final i enfonsament
El 10 de novembre de 1941, l'Ark Royal portà més avions a Malta abans de tornar a Gibraltar. L'almirall Somerville havia estat advertit de la presència d'U-boats a les aigües espanyoles, i ordenà a la Força H que estigués vigilant. Al mar també es trobava l'U-81 de Friedrich Guggenberger, que havia estat informat que la Força H tornava cap a Gibraltar. El 13 de novembre, a les15:40, l'operador del sonar a bord del HMS Legion detectà un so no identificat, però assumí que es tractava de les hèlixs d'un destructor proper. Un minut després, l'Ark Royal rebia l'impacte d'un torpede just entre els dipòsits de combustible i la santabàrbara, i directament sota l'illa del pont. L'explosió causà que l'Ark Royal es sacsegés, que saltessin els avions torpediners i matà al mariner Mitchell. S'havia obert un forat de 40 x 9,1 metres a estribord, que provocà que s'inundés la sala de calderes d'estribord, la centraleta telefònica, els tancs de petroli i 32m de la sentina d'estribord. La central elèctrica d'estribord quedà fora de combat, fent que la meitat posterior del vaixell quedés a fosques, mentre que les comunicacions quedaren molt maleses.

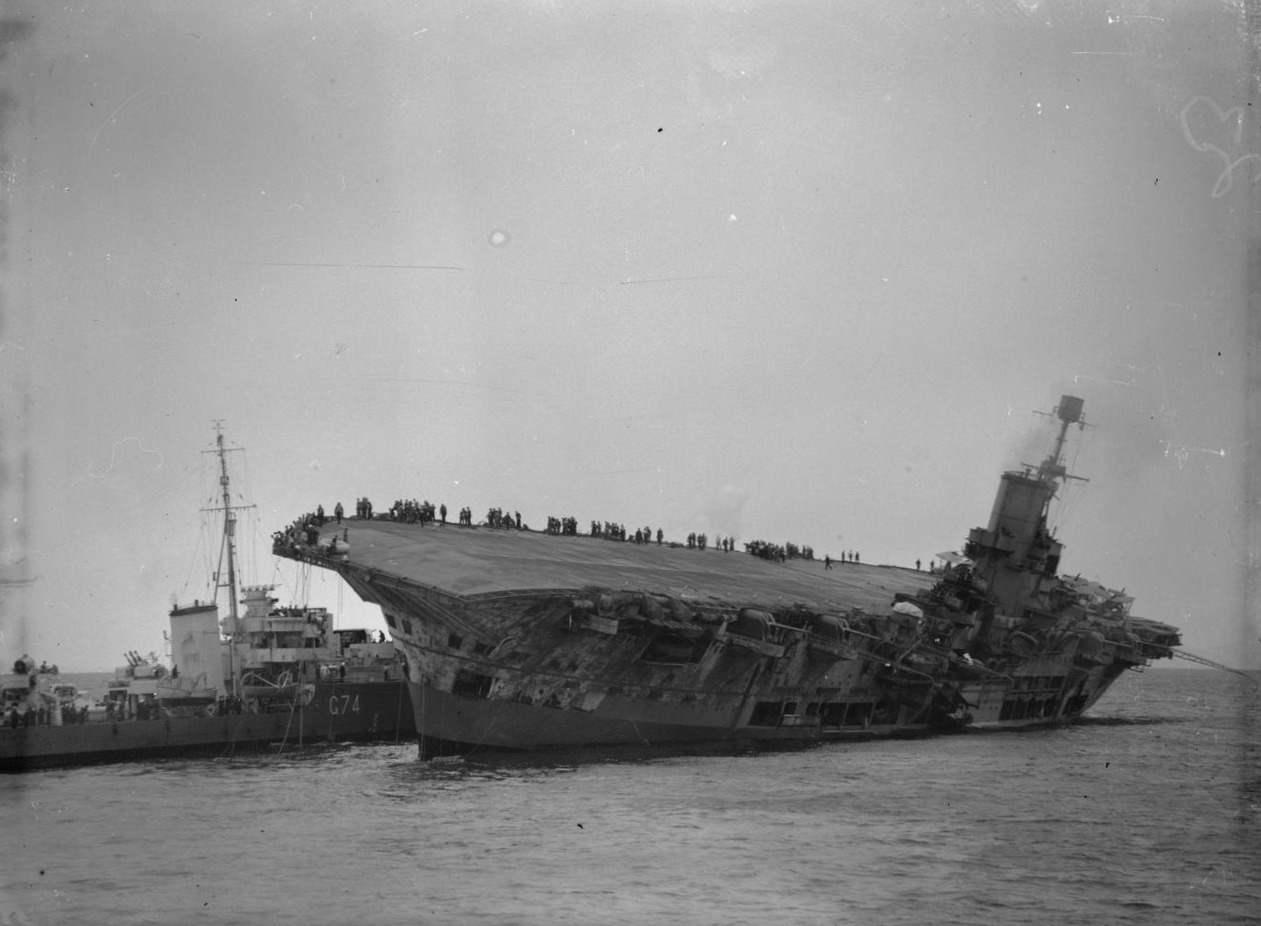
El HMS Legion movent-se al costat del danyat Ark Royal i recollint supervivents.

Immediatament després de rebre el torpede, el capità Maund intentà ordenar aturar les màquines, però va haver d'enviar un missatger a la sala de màquines quan es va descobrir que fallaven les comunicacions. El forat al casc s'havia fet més gran pel moviment del vaixell, i en el moment en què s'aturà havia començat a entrar aigua i s'estava inclinant cap a estribord, arribant a 18° del centre en només 20 minuts. Considerant l'estat de la nau, així com el que els havia passat a altres portaavions, com el HMS Courageous o el HMS Glorious, que s'havien enfonsat ràpidament i amb grans pèrdues de vides, Maund ordenà que s'abandonés el vaixell. La tripulació va ser reunida a la coberta de vol per decidir que es quedava a bord per salvar el vaixell mentre que l'HMS Legion es posava al seu costat per recollir la tripulació; com a resultat, les mesures de control de danys no van iniciar-se fins a 49 minuts després de l'atac. La inundació es propagava lliurement, car les escotilles havien restat obertes durant l'evacuació de les cobertes inferiors.
L'aigua es llançava cap al centre de la sala de màquines, que comença a inundar-se des de sota, i finalment el vaixell es va quedar sense potència quan les calderes fallaren; l'Ark Royal no disposava de generadors d'emergència diesel. Una hora i mitja després de l'explosió, el portaavions començà a estabilitzar-se. L'almirall Somerville, decidit a salvar-lo, ordenà als equips de control de danys que tornessin al portaavions abans de pujar al cuirassat HMS Malaya per dirigir-se a Gibraltar per organitzar els esforços de salvament. Les partides de control de danys van aconseguir encendre una caldera, fent que tornés l'energia a les bombes de la sentina. Els destructor HMS Laforey va posar-se al costat per oferir més potència i bombes, mentre que els Swordfish de Gibraltar arribaven per suplementar les patrulles anti-submarins. El remolcador Thames arribà des de Gibraltar a les 20:0 i es preparà per remolcar-lo, però la inundació havia causar que l'angle d'inclinació s'incrementés ràpidament. L'aigua havia arribat a la sala de calderes superior, i va haver-se d'apagar la caldera reencesa.

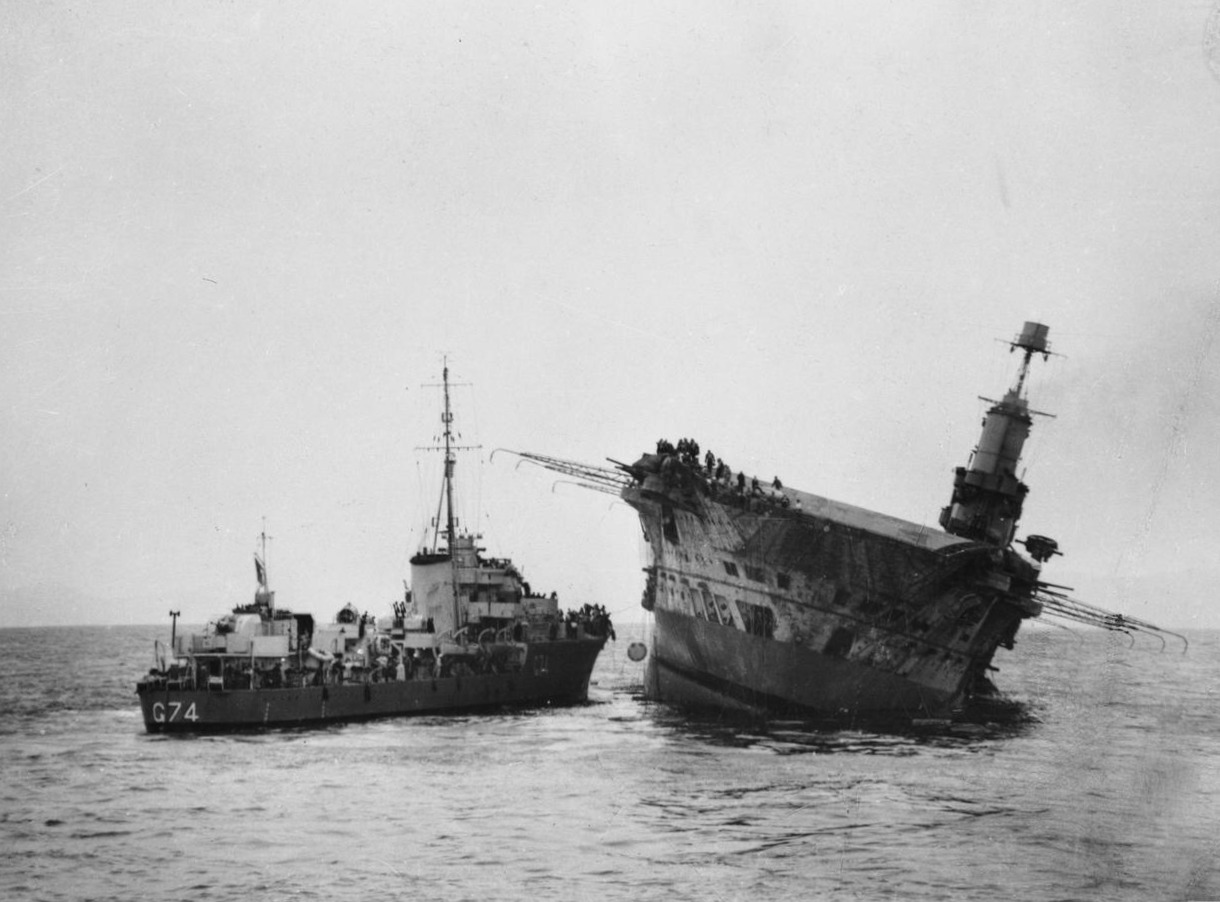
Una altra fotografia mostrant la inclinació de la nau

La vertical del vaixell arribà als 20° d'inclinació entre les 0:05 i les 02:30, i per quan a les 04:00 s'ordenà de nou que s'abandonés la nau, ja havia arribat als 27°. Tota la tripulació havia estat evacuada al Legion a les 04:30, i a excepció de Mitchell, no hi havia baixes. També es va poder salvar a Sam, un gat de vaixell que ja havia sobreviscut al naufragi del Bismarck i el HMS Cossack, a qui van trobar aferrant-se a una taula flotant, "enfadat però gairebé il·lès". Els 1.487 oficials i mariners, juntament amb Sam, van ser traslladats a Gibraltar. La inclinació arribà als abans que donés la volta i s'enfonsés a les 06:19 el 14 de novembre. Testimonis afirmaren que havia arribat als 90°, quedant-s'hi durant tres minuts abans de donar la volta. L'Ark Royal es trencà en dos, amb la popa enfonsant-se en només dos minuts, seguida per la proa.

### La investigació
Després de l'enfonsament es creà un Comitè d'Investigació per aclarir els motius de la pèrdua. Basant-se en les seves troballes, Maund va ser sotmès a consell de guerra per negligència al febrer de 1942. Va ser considerat culpable en dos apartats: negligència al no assegurar que els equips de control de danys s'havien quedat a bord després de l'evacuació general, i al fracassar en assegurar-se que el vaixell es trobava en un estat suficientment disposat per fer front a un possible dany. El Comitè templà el seu judici reconeixent que s'esperava molt de Maund i que abans de res va preocupar-se per la seguretat dels seus homes.
El Comitè Bucknill, establert per investigar la pèrdua de grans vaixells, també produí un informe. Segons l'informe, la manca de fonts d'energia alternatives va ser un error de disseny major, que contribuí a la pèrdua de la nau: l'Ark Royal depenia de l'electricitat per moltes de les seves operacions, i un cop les calderes i els generadors van quedar fora de servei, la pèrdua d'energia va dificultar el control de danys. El comitè recomanà que calia millorar el disseny de les mampares i de les calderes per reduir el risc d'inundació a la sala de calderes i màquines. Aquestes consideracions van ser tingudes en compte en el disseny dels portaavions classe Illustrious i Implacable, en construcció en aquells moments.
El Comitè d'Investigació va concloure el seu informe amb l'observació que l'Ark Royal s'havia enfonsat a 22 milles nàutiques a l'est de Punta Europa, el punt més meridional de Gibraltar. Aquesta localització va ser l'acceptada durant 60 anys.

## La redescoberta
El punt exacte del naufragi va continuar desconegut fins a mitjans de desembre del 2002, quan va ser descobert per un equip de filmació de la BBC a 30 milles nàutiques de Gibraltar. L'equip havia estat treballant en un documental sobre arqueologia marítima, narrant les batalles principals de la Royal Navy. L'Ark Royal descansava en dues seccions, 20 metres de l'arc s'havien separat de la resta del vaixells.
Les restes es trobaven encara més a l'est del que s'havia informat després del naufragi. Inicialment, els investigadors cregueren que havia quedat atrapat en els corrents de l'estret de Gibraltar cap a la Mediterrània mentre s'enfonsava, fent que el vaixell es desplacés cap a l'est sota l'aigua abans d'arribar al fons. La presència d'altres restes properes al vaixell, incloent un bombarder Swordfish que es trobava a la coberta de vol, provaren que aquesta tesi no era correcta, car les restes haurien quedat esteses en una zona molt més àmplia. Els corrents marins l'haurien portat cap a Gibraltar, malgrat estar remolcat durant moltes hores. L'estudi de les restes també mostraren que intentar encendre les màquines de nou per obtenir energia va incrementar l'estress sobre el casc, incrementant la inundació. Un cop es perdé l'electricitat, va ser impossible evitar l'enfonsament, un destí més provocat pels seus errors de disseny que no pas per les accions del capità.